# Анрі Готьє
Анрі Готьє (фр. Henri Gautier, також Юбер Готьє, фр. Hubert Gautier; 1660—1737) — французький інженер і вчений, автор перших теоретичних робіт з будівництва доріг і перших фундаментальних праць з будівництва мостів.

## Біографія
Анрі Готьє народився 21 серпня 1660 року в Німі, в сім'ї гугенота, зайнятого камвольним ремеслом. Вивчав філософію та гуманітарні науки в Німі, після чого осягав медицину в протестантському місті Оранж, де в 1679 здобув докторський ступінь. Зацікавившись математикою, з 1686 по 1688 працював на будівництві форту Вобан у Німі. Після того, як король Людовік XIV видав едикт Фонтенбло, який скасував свободу віросповідання для гугенотів, Готьє в 1689 перейшов у католицтво. Того ж року він був призначений інженером у провінції Ланґедок.
До 1694 року він будував міст у Курсані через річку Од, що існує донині, потім працював над різними проєктами в Ланґедоку, у тому числі займався проєктуванням Південного каналу.
1713 року він був призначений одним із перших інспекторів будівництва мостів і доріг (Inspecteur des ponts et chaussées) і оселився в Парижі.
Після 18 років служби інспектором 1731 року пішов у відставку у віці 71 року. Помер у Парижі 27 вересня 1737 року.

## Наукові праці
1693 року Готьє опублікував у Тулузі перший підручник з дорожнього будівництва «Traité de la construction des chemins». Крім методів дорожнього дренажу, він також описує принципи римського дорожнього будівництва. При конструюванні доріг Готьє пропонує використовувати як базовий грубий шар, що складається з великих плоских каменів. Потім слід наносити шар, що вирівнює, після чого — останній верхній шар з дрібного щебеню. Конструкція обрамляється важким бордюром. Дорога повинна пролягати невеликим насипом, щоб ефективно осушуватися. Ця робота була перевидана в Парижі 1716 та 1721 роках.
1716 року в Парижі була видана його праця «Traité des ponts» («Трактат про мости»), яка також публікувалася кілька разів до 1768 року і була перекладена іншими мовами. Принаймні у Франції, аж до праць Еміленда Гауті (1809—1813), вона залишалася єдиною фундаментальною науковою працею з будівництва мостів.
1721 року Готьє опублікував трактат «Nouvelles conjectures sur le globe terreste» («Нові здогади про земну кулю»), який з'явився в рамках його «Bibliothèque des philosophes et des sçavans». У ньому він намагався об'єднати традиційне вчення про поступове формування земної поверхні за допомогою річок та відкладення опадів у морях та океанах з поданням Р. Декарта про те, що гороутворення відбувається внаслідок порівняно раптових тектонічних подій.

## Інші публікації
Серед його публікацій є і менш значні роботи:
- Henri Gautier. Traité de la construction des chemins. — Toulouse, 1693.
- Henri Gautier. Traité de la construction des chemins [Архівовано 22 січня 2021 у Wayback Machine.]. 2-ге вид. — Paris: André Cailleau, 1721.
- Henri Gautier. L'art de dessiner proprement les plans, porfils, elevations geometrales, et perspectives, soit d'architecture militaire ou civile: avec tous les secrets les plus rares pour faire les couleurs avec lesquelles les ingenieurs representent les divers materiaux d'une place. — 1697.
- Henri Gautier. Traité des puentes. — Paris, 1716.
- Henri Gautier. Traité des Ponts. 2-ге вид. — Paris: André Cailleau, 1728.
- Henri Gautier. Dissertation sur les culées, voussoirs, piles et poussées des ponts. — 1717.
- Henri Gautier. Histoire de la ville de Nimes et de ses antiquités. — 1720.
- Henri Gautier. Nouvelles conjectures sur le globe de la terre. — 1721.
- Henri Gautier. Bibliothèque des philosophes et des sçavans tan anciens que modernes. — Paris: André Cailleau, 1723.
- Henri Gautier. Dissertation sur les projets de canals de navigation, d'arrosage & pour la conduite des fontaines.
- Henri Gautier. Dissertation sur la conduite des mâts pour les vaisseaux du roi, depuis les forêts où on les abbat jusque dans les ports de mer auxquels on les destine. — Paris.
- Henri Gautier. Dissertaion qui resout les difficultés sur la poussée des voûtes & des arches, à differents surbaissements, sur les piles, les voussoirs, la charge des pilotis, le profil des murs qui doivent soutener des terrasses, des remparts à telle hauteur donnée que. — Paris.
- Henri Gautier. Traité de l'art de laver les differents desseins que envoie à la cour. — Lyon.
- Henri Gautier. Traité des armes à feu, tant des canons dont on se sert sur terre et sur mer, avec leurs proportions, comme des mortiers pour leurs jets de bombas, avec la manière de diriger leur portée. — Lyon.
- Henri Gautier. Traité des fortifications; avec l'examen de toutes le methodes dont on s'est servi jusqu'alors pour fortifier les places. — Lyon.
- Henri Gautier. Plusieurs lettres ou nouvelles conjectures sur la peste, & sur tous les corps animés & inanimés. — Paris.